# Dmytro Doroshchuk
Dmytro Doroshchuk (Óblast de Volinia, 29 de septiembre de 1986) es un jugador de balonmano ucraniano que juega de pívot en el Wybrzeże Gdańsk. Es internacional con la selección de balonmano de Ucrania.
Su primer gran campeonato con la selección fue el Campeonato Europeo de Balonmano Masculino de 2020.

## Palmarés

### Portovyk Yuzhne
- Liga de Ucrania de balonmano (1): 2006

### Dinamo Minsk
- Liga de Bielorrusia de balonmano (1): 2013

### Motor Zaporiyia
- Liga de Ucrania de balonmano (6): 2015, 2016, 2017, 2018, 2019, 2020

## Clubes
| Club                 | País        | Año         |
| -------------------- | ----------- | ----------- |
| Portovyk Yuzhne      | Ucrania     | 2004 - 2010 |
| Hapoel Rishon LeZion | Israel      | 2010 - 2011 |
| ZTR Zaporiyia        | Ucrania     | 2011 - 2012 |
| HC Dinamo Minsk      | Bielorrusia | 2012 - 2014 |
| Motor Zaporiyia      | Ucrania     | 2014 - 2020 |
| Sporting CP          | Portugal    | 2020 - 2021 |
| Wybrzeże Gdańsk      | Polonia     | 2021 - Act. |